# Bouttencourt
Bouttencourt település Franciaországban, Somme megyében. Lakosainak száma 929 fő (2022. január 1.). Bouttencourt Blangy-sur-Bresle, Monchaux-Soreng, Bouillancourt-en-Séry, Gamaches és Neslette községekkel határos.

## Népesség
A település népességének változása:
| Lakosok száma | 981  | 950  | 960  | 931  | 932  | 922  | 928  | 929  | 929  |
|               | 2013 | 2015 | 2016 | 2017 | 2018 | 2019 | 2020 | 2021 | 2022 |